# Otto Schnellbacher
Otto Ole Schnellbacher (* 15. April 1923 in Sublette, Kansas, USA; † 10. März 2008 in Topeka, Kansas, USA), Spitzname: The Claw, war ein US-amerikanischer American-Football-Spieler und Basketballspieler. Er spielte als Defensive Back in der National Football League (NFL) bei den New York Giants.

## Spielerlaufbahn

### Collegekarriere
Otto Schnellbacher machte im Jahr 1941 seinen Schulabschluss an einer High School seiner Geburtsstadt. Im Jahr 1942 erhielt er als Basketballspieler ein Sportstipendium an der University of Kansas. Am College spielte er zunächst für die Kansas Jayhawks Basketball. Da ihm nicht genügend finanzielle Mittel zur Verfügung standen, war er gezwungen neben dem Studium im Footballstadion des Colleges zu arbeiten. Diese Tätigkeit war allerdings den Footballspielern des Colleges vorbehalten, weshalb er gezwungen war sich auch dem Footballteam der Jayhawks anzuschließen, wo er als Wide Receiver eingesetzt wurde. Aufgrund des Zweiten Weltkriegs war Schnellbacher gezwungen sein Studium zur Ableistung seines Wehrdienstes im United States Army Air Corps zu unterbrechen. Nach dem Krieg nahm er sein Studium wieder auf.
Im Jahr 1947 führte er seine Footballmannschaft als stellvertretender Spielführer zum Gewinn der Footballliga und gleichzeitig in den Orange Bowl, wo man sich allerdings mit 20:14 der Mannschaft des Georgia Institute of Technology geschlagen geben musste. Schnellbacher wurde in diesem Jahr zum All-American gewählt. Während seiner Spielzeit in Kansas gelangen ihm 58 Passfänge, mit denen er einen Raumgewinn von 1.069 Yards erzielen konnte. Dies war 22 Jahre lang Rekord an seinem College. Auch als Basketballspieler zeichnete sich Schnellbacher aus. Er wurde viermal in die Ligaauswahl gewählt und war in seinem letzten Studienjahr Spielführer seiner Mannschaft. Sowohl als Football- wie auch als Basketballspieler wurde er von seinem College mehrfach für seine sportlichen Leistungen ausgezeichnet. Aufgrund seines Einsatzes in beiden Mannschaften erhielt er in Topeka den Spitznamen The Double Threat from Sublette.

### Profikarriere
Noch während seiner Studienzeit wurde Otto Schnellbacher 1947 in der 25. Runde an 231. Stelle von den Chicago Cardinals gedraftet. Schnellbacher sollte niemals für diese Mannschaft spielen. Im Jahr 1948 schloss er sich nach seinem Studium den von Ray Flaherty trainierten New York Yankees an, die in der All-America Football Conference (AAFC), einer Konkurrenzliga der NFL, beheimatet waren. Schnellbacher wurde von den Yankees als Defensive Back eingesetzt. Bereits in seinem Rookiespieljahr machte er auf sich aufmerksam. Ihm gelangen in dieser Saison 11 Interceptions. Diese Leistung war Ligarekord. Die AAFC musste nach der Saison 1949 aufgrund finanzieller Schwierigkeiten den Spielbetrieb einstellen. Zahlreiche Spieler der Yankees, wie Tom Landry oder Arnie Weinmeister schlossen sich daraufhin den New York Giants an. Auch Schnellbacher vollzog diesen Schritt, musste aber eine Gehaltskürzung von 30 % akzeptieren. Zusammen mit dem späteren Mitglieder in der Pro Football Hall of Fame Landry und Emlen Tunnell wurde er von dem Trainer der Giants, Steve Owen, im Defensive Backfield der Mannschaft eingesetzt. Nachdem ihm in der Saison 1950 noch acht Interceptions gelungen war, stellte er in der folgenden Spielrunde mit 11 Interceptions einen Ligarekord auf. Überraschend beendete Schnellbacher nach der Saison 1951 seine Profilaufbahn. Ein Titelgewinn gelang ihm nicht.
Otto Schnellbacher war nach seinem Studium auch als Profibasketballspieler aktiv. In der Saison 1948/1949 lief er für die Providence Steamrollers und die St. Louis Bombers auf. Beide Teams waren in der Basketball Association of America (NBA) angesiedelt. Schnellbacher verfolgte nach einem Spieljahr seine Basketballkarriere nicht weiter.

## Nach der Spielerlaufbahn
Nach seiner Laufbahn kehrte Otto Schnellbacher nach Topeka zurück. Er war dort als Versicherungsvertreter tätig. Otto Schnellbacher war verheiratet und hatte drei Kinder. Er starb an Krebs und ist auf dem Mount Calvary Cemetery in Topeka beerdigt.

## Ehrungen
Otto Schnellbacher spielte zweimal im Pro Bowl, dem Saisonabschlussspiel der besten Spieler einer Spielrunde. Er wurde zweimal zum All-Pro gewählt. Er ist Mitglied in der Kansas Sports Hall of Fame, in der University of Kansas Hall of Fame und im University of Kansas All-Time Footballteam. Die Jayhawks ehren ihn in ihrem Footballstadion auf dem University of Kansas Ring of Honor.